# Comuna Perișor, Dolj
Perișor este o comună în județul Dolj, Oltenia, România, formată din satele Mărăcinele și Perișor (reședința).

## Demografie
Componența etnică a comunei Perișor
     Români (94,27%)
     Alte etnii (5,73%)
Componența confesională a comunei Perișor
     Ortodocși (93,21%)
     Alte religii (1,25%)
     Necunoscută (5,54%)
Conform recensământului efectuat în 2021, populația comunei Perișor se ridică la 1.606 locuitori, în scădere față de recensământul anterior din 2011, când fuseseră înregistrați 1.746 de locuitori. Majoritatea locuitorilor sunt români (94,27%). Din punct de vedere confesional, majoritatea locuitorilor sunt ortodocși (93,21%), iar pentru 5,54% nu se cunoaște apartenența confesională.

## Politică și administrație
Comuna Perișor este administrată de un primar și un consiliu local compus din 11 consilieri. Primarul, Mariana Chipirlin[*], de la Partidul Social Democrat, este în funcție din octombrie 2020. Începând cu alegerile locale din 2024, consiliul local are următoarea componență pe partide politice:
|  | Partid                    | Consilieri | Componența Consiliului | Componența Consiliului | Componența Consiliului | Componența Consiliului | Componența Consiliului | Componența Consiliului |
|  | ------------------------- | ---------- | ---------------------- | ---------------------- | ---------------------- | ---------------------- | ---------------------- | ---------------------- |
|  | Partidul Social Democrat  | 6          |                        |                        |                        |                        |                        |                        |
|  | Partidul Național Liberal | 5          |                        |                        |                        |                        |                        |                        |

## Personalități născute aici
- Iulian Bălan (1949 - 2005), fotbalist.